# Ember Sándor
Ember Sándor (Felsőbánya, Szatmár vármegye, 1889. május 12. – 1983. május 6.) magyar ügyvéd, sportrepülő, országgyűlési képviselő.

## Élete
1889-ben született a Szatmár vármegyei Felsőbányán, római katolikus családban. A budapesti tudományegyetemen szerzett jogi képesítést, ott avatták doktorrá is, valamint gyakorló ügyvédi pályáját is a magyar fővárosban kezdte. Az első világháborúban mint tartalékos tiszt vett részt, a háború végén főhadnagyi rendfokozatban szerelt le. Mint kitűnő sportember, fiatal korától tagja volt a Magyar Atlétikai Clubnak, illetve lelkes sportrepülő is volt; a Magyar Aero Szövetségnél egy időben társelnöki tisztséget töltött be.
1936-ban a Nemzeti Egység Pártja Almásy László korábbi pártelnök és képviselőházi elnök halálát követően őt jelölte az így megüresedett országgyűlési képviselői helyre, a pomázi választókerületben, és az időközi választáson el is nyerte a mandátumot. Parlamenti felszólalásaiban elsősorban a magyar repülésügy fejlesztését sürgette; 1938. május 5-én indítványt nyújtott be a képviselőház elé Nemzeti Repülő Alap létesítéséről – miután pedig utóbbi megalakult, Horthy Miklós Nemzeti Repülő Alap néven, az intéző bizottságának is tagja lett. 1939-ben másodjára is megválasztották országgyűlési képviselőnek, mandátumát ezúttal a Magyar Élet Pártja Észak-Pest vármegyei listájáról nyerte el.